# Fred Kradolfer
 Fred Kradolfer  (Zurique, 12 de junho de 1903 — Lisboa, 16 de julho de 1968), foi um pintor, ilustrador, artista gráfico e decorador de origem suíça..
Figura chave na introdução das linguagens gráficas modernas em Portugal na década de 1920, Fred Kradolfer é considerado um "protagonista incontornável da história do design português".

## Vida / Obra

Portugal - Praia de Espinho (cartaz turístico), 1931

Cidade, óleo sobre platex, 47,5 x 33 cm

Iniciou sua vida acadêmica estudando ourivesaria na Escola de Artes Aplicadas de Zurique. Posteriormente, foi para a Alemanha estudar Artes Gráficas na Escola de Belas Artes de Berlim e arquitetura na Academia de Munique (não chegou a finalizar este último curso). No entanto, antes de se mudar da sua cidade natal, foi chamado para pintar grandes painéis para a Catedral de Zurique. No período seguinte passou por diversas cidades europeias, como Roterdão, Bruxelas e Paris, onde trabalhou na decoração de montras de estabelecimentos comerciais. Até que, em 1 de agosto de 1924, estabeleceu-se em Portugal, mas sem nunca deixar de acompanhar atentamente a evolução das artes gráficas suiças.

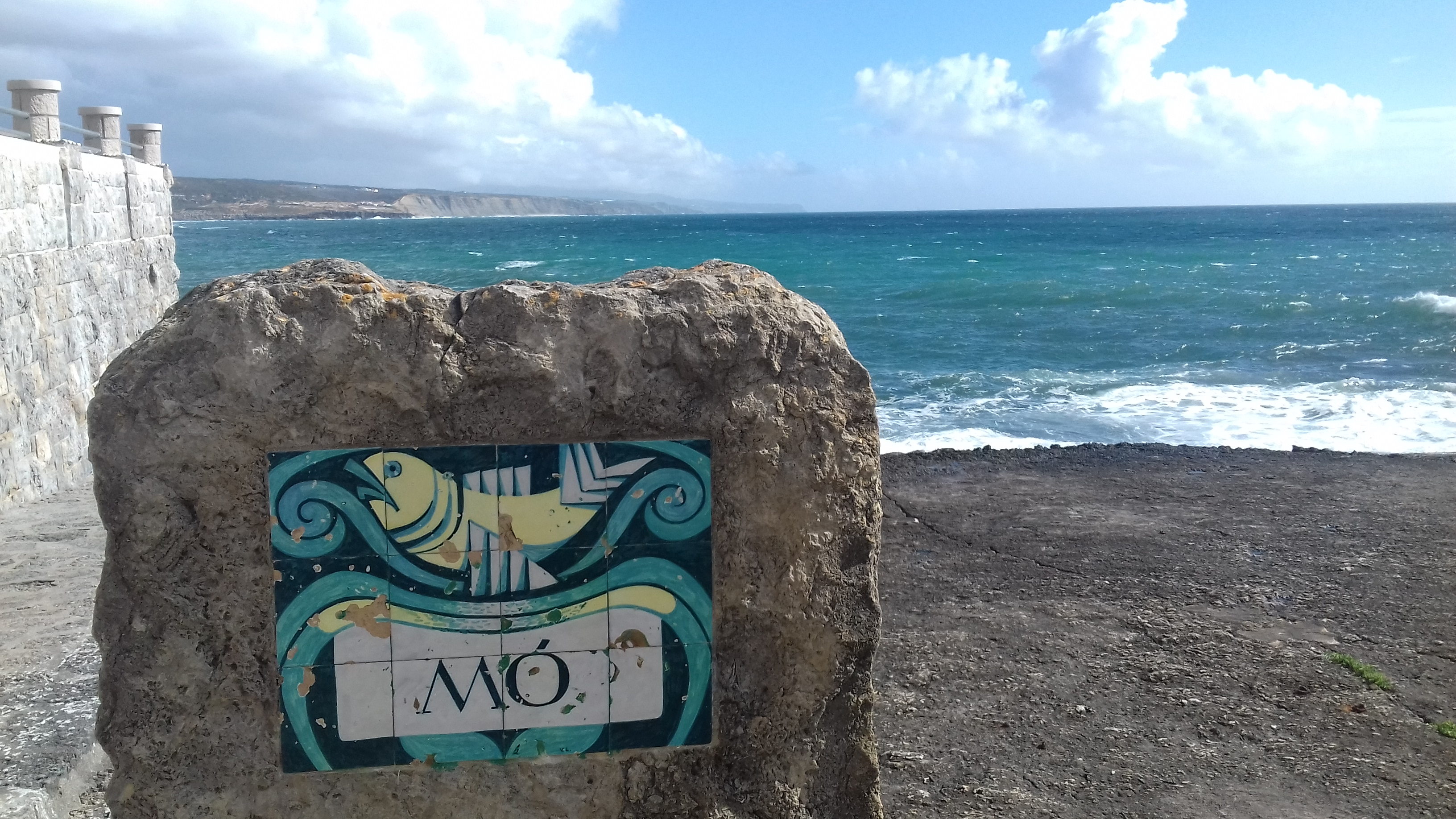
Azulejos de Kradolfer na Ericeira

Com conhecimentos adquiridos fora de Portugal, foi desde cedo uma referência para todos os que se empenhavam na modernização das linguagens das artes gráficas. Fred Kradolfer "é um dos plásticos que mais arejaram a atmosfera artística do nosso país" . "Portador de uma diversificada formação académica, [ele] trouxe os conhecimentos, experiência e exemplos que permitiram a divulgação da linguagem moderna na comunicação gráfica".
A sua ação renovadora a nível da publicidade é determinante. "Alternativa gráfica à exploração do lado narrativo e anedótico da mensagem, opõem-lhe a sua consciência de síntese, e a própria noção de grafismo que ela contém". Irá procurar uma maior eficácia da comunicação através da supressão de elementos secundários ou acessórios, de uma estilização poderosa das imagens e de uma sugestiva articulação entre a imagem e a palavra.
Artista multifacetado, dedicou-se ao longo dos anos a diversas atividades artísticas, das artes gráficas (veja-se, por exemplo, o seu cartaz turístico Portugal - Praia de Espinho, 1931) ao vitral, à cerâmica, aos anúncios luminosos, sem esquecer a sua importante ação como decorador. Colaborou nos primeiros ateliers de design e publicidade desenhando
materiais gráficos, montras e stands (Atelier Arta, de Jorge Barradas; ETP – Estúdio Técnico de Publicidade, de José Rocha). Em 1927, passa a assinar suas primeiras  montras em Lisboa, sob a encomenda do Instituto Pasteur. Nos anos seguintes, colaborou com o Atelier Arta e o Atelier Publicitas desenhando projetos gráficos, montras e desenvolvendo stands para marcas como Philips, Nestlé, Instituto Pasteur, Renaul e diversas outras. Como pintor participou em diversas mostras coletivas, nomeadamente em Salões da Sociedade Nacional de Belas Artes (1932, 1933, 1934, 1935, 1960), no I Salão de Independentes (SNBA, 1930), na Exposição de Artistas Ilustradores Modernos, (S.P.N., 1943), na II Exposição de Artes Plásticas da Fundação Calouste Gulbenkian (Lisboa, 1961), etc.
Trabalhou como decorador no pavilhão de Portugal na Exposição Internacional e Colonial de Vincennes, Paris, 1930-31. Entre 1937 e 1939 integrou, juntamente com Bernardo Marques, Carlos Botelho, Emmerico Nunes, Thomaz de Mello, Paulo Ferreira e José Rocha, a equipe de decoradores do S.P.N. (Secretariado de Propaganda Nacional) encarregues da realização dos pavilhões de Portugal nas seguintes exposições internacionais: Exposição Internacional de Artes e Técnicas, Paris, 1937; Feira Mundial de Nova Iorque, 1939; Exposição Internacional de S. Francisco, 1939. Em 1940 integrou a equipa de decoradores da Exposição do Mundo Português e, a 4 de março de 1941, foi agraciado com as insígnias de Oficial da Ordem Militar de Sant'Iago da Espada.